# Вецал Василь
Васи́ль Ве́цал (англ. William Vetzal; нар. 15 травня 1943, Ошава, Канада) — майстер та конструктор бандури.

## Життєпис
Народився в невеликому канадському місті Ошава, що в провінції Онтаріо. Предки Василя Вецала були з Тернопільщини. Зараз мешкає у передмісті Торонто. За фахом працював слюсарем на ошавському заводі Дженерал-Моторс Канада. Вивчав техніку виробництва бандур у братів Гончаренків, переважно бандури харківського зразка по їхній конструкції.
Виробляв бандури для Української Капели Бандуристів ім. Т. Г. Шевченка, що розташована в Детройті (США), а також для Канадської капели бандуристів. Крім того, майстер виготовив дитячі інструменти для Української шкільної ради в Торонто. За своє життя він зробив понад 480 бандур.
Інструменти Василя Вецала замовляли відомі бандуристи діаспори, а також музиканти з України. В його майстерні стажувалися такі українські майстри як Анатолій Заярузний, Роман Гриньків (з Києва) та Євген Пташкін (з Тернополя).
Крім бандур Василь Вецал займається виготовленням й інших українських народних інструментів.